# Città del Cile
Nel Cile la definizione di città è data dall'istituto nazionale di statistica (INE - Instituto Nacional de Estadísticas) che definisce come città le entità urbane con più di 5 000 abitanti.

## Elenco delle Città
Questa è la lista delle 205 città definite nel rapporto INE del giugno 2005 basato sui dati del censimento del 2002. Nonostante, sono esclusi da questa lista gli enti urbani, che costituiscono comuni di una città. Per esempio, quelli dei 34 comuni che compongono la città di Santiago del Cile.
 Regione di Arica e Parinacota 
- Arica

 Regione di Tarapacá 
- Iquique
- Pozo Almonte
- Alto Hospicio

 Regione di Antofagasta 
- Antofagasta
- Estación Zaldívar
- Mejillones
- Taltal

- Calama
- Chuquicamata
- Tocopilla
- María Elena

 Regione di Atacama 
- Copiapó
- Caldera
- Tierra Amarilla
- Chañaral

- Diego de Almagro
- El Salvador
- Vallenar
- Huasco

 Regione di Coquimbo 
- La Serena
- Coquimbo
- Andacollo
- Vicuña

- Illapel
- Los Vilos
- Salamanca
- Ovalle

- Combarbalá
- Monte Patria
- El Palqui

 Regione di Valparaíso 
- Valparaíso
- Placilla de Peñuelas
- Casablanca
- Concón
- Las Ventanas
- Quilpué
- Quintero
- Villa Alemana
- Viña del Mar
- Los Andes
- Calle Larga
- Señor Pobre Béjares
- Rinconada

- San Esteban
- La Ligua
- Cabildo
- Quillota
- La Calera
- Hijuelas
- La Cruz
- Limache
- Nogales
- El Melón
- Olmué
- San Antonio

- Algarrobo
- Cartagena
- El Quisco
- El Tabo
- Las Cruces
- Santo Domingo
- San Felipe
- Catemu
- Llaillay
- Putaendo
- Santa María

 Regione Metropolitana di Santiago 
- Santiago del Cile
- San José de Maipo
- Colina
- Lampa
- Batuco
- Tiltil

- Buin
- Alto Jahuel
- Bajos de San Agustín
- Paine
- Hospital
- Melipilla

- Curacaví
- Talagante
- El Monte
- Isla de Maipo
- Las Islita
- Peñaflor

 Regione del Libertador General Bernardo O'Higgins 
- Rancagua
- Codegua
- Doñihue
- Lo Miranda
- Graneros
- Las Cabras
- Machalí

- San Francisco de Mostazal
- Gultro
- Peumo
- Punta Diamante
- Quinta de Tilcoco
- Rengo
- Requínoa

- San Vicente de Taguatagua
- Pichilemu
- San Fernando
- Chimbarongo
- Nancagua
- Palmilla
- Santa Cruz

 Regione del Maule 
- Talca
- Constitución
- San Clemente
- Cauquenes

- Curicó
- Hualañé
- Molina
- Teno

- Linares
- Longaví
- Parral
- San Javier
- Villa Alegre

 Regione del Bío Bío 
- Concepción
- Coronel
- Hualqui
- Lota
- Penco
- Santa Juana
- Talcahuano
- Tomé

- Lebu
- Arauco
- Cañete
- Curanilahue
- Los Álamos
- Los Ángeles
- Cabrero
- Monte Águila

- Laja
- Mulchén
- Nacimiento
- San Rosendo
- Santa Bárbara
- Huépil
- Yumbel
- Chillán

- Bulnes
- Coelemu
- Coihueco
- Quillón
- Quirihue
- San Carlos
- Yungay

 Regione dell'Araucanía 
- Temuco
- Labranza
- Carahue
- Cunco
- Freire
- Gorbea

- Lautaro
- Loncoche
- Nueva Imperial
- Pitrufquén
- Pucón
- Villarrica

- Angol
- Collipulli
- Curacautín
- Purén
- Renaico
- Traiguén
- Victoria

 Regione di Los Ríos 
- San José de la Mariquina
- Paillaco
- Panguipulli
- Río Bueno
- Valdivia

- Futrono
- La Unión
- Lanco
- Los Lagos

 Regione di Los Lagos 
- Puerto Montt
- Calbuco
- Fresia
- Frutillar
- Los Muermos
- Llanquihue
- Puerto Varas

- Castro
- Ancud
- Quellón
- Osorno
- Río Negro
- Purranque

 Regione di Aysén 
- Coihaique
- Aisén

 Regione di Magellano e dell'Antartide Cilena 
- Punta Arenas
- Puerto Natales